# Gomphos
Gomphos — вимерлий рід ранніх гризунів (sensu lato) з раннього еоцену Китаю та Монголії. Належить до родини Mimolagidae.
Вперше назва роду Гомфос була надана в 1975 році на основі матеріалу, знайденого у формації Гашато. Слово γόμφος (романізоване gomphos) означає «кілочок», але також може використовуватися для позначення молярів. Аналіз підтверджує, що Gomphos є одним із найдавніших гризунів сестринських із зайцеподібними. 